# François Morinière
Pour les articles homonymes, voir Morinière.
François Morinière, né le 25 octobre 1964 à Boulogne-Billancourt, est un dirigeant d'entreprise.

## Biographie

### Jeunesse et formation
François Morinière naît le 25 octobre 1964 à Boulogne-Billancourt. Il étudie au collège Stanislas à Paris et est diplômé de l’École supérieure de commerce de Paris (ESCP) en 1987. Le 4 août 1990, il épouse Béatrice Noirot-Nérin avec qui il a quatre enfants.
Après avoir servi deux ans dans la Marine nationale française, il intègre Rossignol en 1989, puis Monsanto en 1993 et y devient directeur de l'activité jardin, chargé de la commercialisation du Roundup. Après la revente à l'américain Scotts en 1999, il devient directeur markéting puis directeur général de Scotts France en 2001. En 2002, il rejoint Viacom Outdoor et en devient président en 2004,.

### 2008 - 2014: Directeur général du groupe L'Équipe
En 2008, il rejoint le Groupe Amaury et devient le 1er septembre 2008 directeur général du groupe L’Équipe (France Football, L’Équipe, ...). Il met en place la diffusion de la chaîne de télévision du groupe, L'Équipe 21, au sein de la TNT et obtient l'accord du Conseil supérieur de l'audiovisuel le 12 décembre 2012,. Il ne parvient pas à entraver la chute des ventes du quotidien L'Équipe au profit de la consommation numérique, le site web du quotidien attirant en 2014 5,5 millions de visiteurs mensuels. 
De janvier 2012 à janvier 2014, il est membre de la commission indépendante de gouvernance de la FIFA. En 2014, François Morinière participe à la création de l'Association des Chaînes Indépendantes (ACI) et en devient le premier président,.

### 2014 - 2024
En octobre 2014, il quitte le groupe L'Équipe et devient, le 17 novembre 2014, directeur général d’Oeneo, filiale du groupe Rémy Cointreau,. Il quitte le groupe en juillet 2017 et devient le 1er octobre 2017, président du directoire du groupe Labruyère, holding familial diversifié (viticulture, immobilier, entrepreneuriat).
Il est l’auteur, avec sa femme et trois de ses enfants, du livre Et le Ciel devient familier, paru en mai 2015, qui relate le décès de sa fille Sophie, à l'âge de 21 ans, en Guyane, peu avant les JMJ de Rio en juillet 2013.

### Depuis 2024: Président du directoire de Bayard
En octobre 2024, il quitte le groupe Labruyère pour rejoindre le Groupe Bayard qui l'élit le 1er novembre 2024 au poste de président du directoire, succédant à Pascal Ruffenach,,.  
En novembre 2024, il nomme Alban du Rostu, ancien « bras droit » de Pierre-Edouard Stérin proche de la droite et de l'extrême droite, comme directeur de la stratégie et du développement. La décision suscite l'inquiétude des salariés du groupe. Ceux-ci votent en faveur du principe d'une grève en assemblée générale pour y faire opposition. Les salariés pointent dans cette décision un rapprochement inquiétant du groupe Bayard avec le milliardaire Bolloré, en contradiction avec la ligne éditoriale du groupe de presse qui se veut opposé à tout ce qui se rapproche de l'extrême droite. Le 2 décembre 2024, le Groupe Bayard renonce alors au recrutement d’Alban du Rostu et à sa participation au rachat de l’ESJ Paris. Le 8 décembre 2024, des auteurs phares du groupe Bayard demandent à l’actionnaire - la congrégation des Assomptionnistes - de désavouer François Morinière.

## Distinctions
- Chevalier de la Légion d'honneur (2020)[25]
- Médaille de la Défense nationale, échelon bronze avec agrafe "Marine nationale"[réf. nécessaire]